# 祐清
祐清（ゆうせい、生年不詳 - 寛正4年8月25日〈1463年10月7日〉）は、室町時代の東寺の僧侶。備中国新見荘の代官を務めたが、地元の百姓に殺害された。

## 概要

### 祐清派遣以前の新見荘
備中国新見荘は、正中2年（1325年）の1月から東寺領となっていたものの、荘園内で地頭や土豪による紛争が多発していた。そのため、武力を持たない東寺に代わって新見荘を支配したのが、細川氏の有力家臣である安富氏であった。安富氏は現地で徴収した年貢を、荘園領主である東寺に送る役目を担っていた。しかし、安富氏は百姓たちから東寺と契約した以上の年貢を徴収し続け、百姓たちに過剰な負担を強いたほか、東寺との契約にも背いて嘉吉元年（1441年）から寛正元（1460年）までの約20年間にわたって、2,200貫文余りの年貢を納めなかった。それによって、寛正2年（1461年）には百姓らによって安富氏は追放された。

### 祐清の新見荘入り
新見荘の百姓らは安富氏を追放したものの、東寺による支配を否定したわけではなかった。そのため、直接支配するにあたり、代官として現地に派遣する人物の考査が行われ、西院御影堂で堂の番役や文書の管理に携わる三聖人のひとりであった祐清が派遣されることとなった。
祐清は寛正3年（1462年）の7月25日に東寺を出発し、8月5日に新見荘へ到着し、現地の百姓たちと面会している。
祐清下向当時、全国的に飢饉が発生していたことから、百姓たちは祐清が被害を調査して、実状に応じて年貢の額を減らすことを希望していた。しかし祐清は、「年貢を納めない者は田畑を耕作する権利を取り上げる」「たとえ一命を失っても、年貢を納めない者は徹底的に処罰する」と宣言した。これは、祐清ができるだけ多くの年貢を収納し、代官としての実績を挙げようと意気込んでいたためであるとされる。そして、実際に年貢を未納のままにし続けていた名主・豊岡を追放するなど、半ば強引な方法で年貢を徴収した。その結果、荘内の百姓たちは祐清に対して不満を抱くようになった。
祐清が新見荘に赴任してから約1年後の寛正4年（1463年）8月25日、祐清は馬に乗り荘内の年貢徴収へと向かっていた。その際、祐清が地頭方の相国寺善仏寺領を通りかかったところ、家を建築していた谷内という者から下馬しないのは無礼だと咎められた。すぐに祐清は馬から降りて非礼を詫びたものの、大勢が刀を抜いて追いかけてきたため、祐清も刀を抜いて応戦した。そこに、後から追いかけてきた谷内と横見という者がその場を収め、祐清は構えていた刀を鞘に戻した。しかし、その瞬間、谷内と横見が祐清に斬りかかり、祐清は斬殺されてしまった。その上、谷内と横見は、祐清が乗っていた馬や太刀、具足、衣装までもを剥ぎ取った。なお、祐清を殺害した2人は、先に追放された名主・豊岡の親戚の者から頼まれて祐清を討ったとされている。

### たまかき
新見荘の人間の中には、祐清を慕った人物もいた。その人物は女性であり、たまかきと言った。
たまかきは福本という人物の姉妹で、祐清の身辺の世話をしていたと考えられる。殺害された祐清の弔いを済ませたたまかきは、その遺品を整理した後、祐清の遺品の形見分けを所望する書状を東寺へ送っている。彼女は手紙の中で、祐清が生前に所持していた品を目録として書き上げ、葬儀などの諸費用に充てたことを報告し、残った白小袖・紬の表（紬糸で織られた絹織物）・布子（綿入れ）の3品を、祐清の形見として貰い受けたいと願っている。

## 史跡
現在、新見市には祐清にまつわる史跡が複数現存している。
- 江原八幡神社 - 寛正2年（1461年）に代官の安富智安を新見荘から追い出すため、追放の前に、百姓は江原八幡神社に集まり、誓いを立てて、結束を固めたと考えられている。
- 福本屋敷跡 - 新見荘に赴任した祐清は福本氏の屋敷に身を寄せていたと考えられている。福本氏の当主・福本刑部丞盛吉は惣追捕使という役職で、祐清の年貢の取り立ての手助けをした。
- たまかき碑 - 当地には、代官の現地支配の拠点である「領家方政所」があった。
- 谷内屋敷跡 - 祐清は表向きはお宮めぐりといいつつ、実際は新見荘内のあちこちに出向き、年貢の取り立てを行っていた。殺害された日もお宮めぐりに出かけ、谷内屋敷の前を通りかかったときに家主の谷内および横見から下馬とがめに遭い、殺害された。
- 国主神社 - 下馬とがめに遭った祐清は谷内屋敷の前から逃げ出したものの、追手を振り切ることができず、神社で捕まり殺害された。神社の名前がは古文書の中に出てこないため、祐清はどこで息を引き取ったのか不明である。ただし、古文書によれば領家方政所付近から約1里（約4km）のところに神社はあり、加えて谷内屋敷からそう離れた場所でもないことから、この2つの条件を満たす「国主神社」が祐清の殺害現場だったのではないかと考えられている。ただし、現在の国主神社は当時とは位置が異なっている。
- 豊岡屋敷跡 - 百姓の豊岡は、祐清の厳しい年貢の取り立てに逆らい、何度も未納を続けた。そこで祐清は東寺に事情を説明し、豊岡はお咎めを受けることになった。豊岡の親類はこのことを根に持ち、祐清の殺害を谷内と横見に依頼したとされる。その豊岡屋敷は新見美術館の付近にあり、現在、同美術館の敷地内にそのことを示す石碑が建てられている。
- 善成寺公園 - 祐清の葬儀は新見荘内にある善成寺で執り行われた。現在、善成寺は残っておらず、跡地は新見公立大学・短期大学と善成寺公園になっている。公園の中には12世紀作の阿弥陀如来坐像を祀るお堂があり、この仏像は善成寺の本尊ではないかと考えられている。
- 祐清塚 - 祐清塚は谷内集落にある。祐清を殺害した谷内はこの集落出身の百姓でした。長年、祐清はこの近辺で殺害されたと考えられていたため、祐清塚は彼の霊を祀るために作られた祠ではないかといわれてきた。また、祐清が追手から逃れようとしたという事実を踏まえて、この一帯は「祐清遭難の地」と呼ばれている。しかし、祐清塚のある近辺で殺害されたという説は見直されつつある。